# Piz de Mucia
Piz de Mucia är en bergstopp i Schweiz.   Den ligger i regionen Moesa och kantonen Graubünden, i den sydöstra delen av landet, 140 km öster om huvudstaden Bern. Toppen på Piz de Mucia är 2 967 meter över havet, eller 283 meter över den omgivande terrängen. Bredden vid basen är 1,5 km.
Terrängen runt Piz de Mucia är huvudsakligen bergig, men den allra närmaste omgivningen är kuperad. Närmaste större samhälle är Biasca, 17,4 km sydväst om Piz de Mucia. 
Trakten runt Piz de Mucia består i huvudsak av gräsmarker. Runt Piz de Mucia är det mycket glesbefolkat, med 5 invånare per kvadratkilometer.